# Problema de planitud

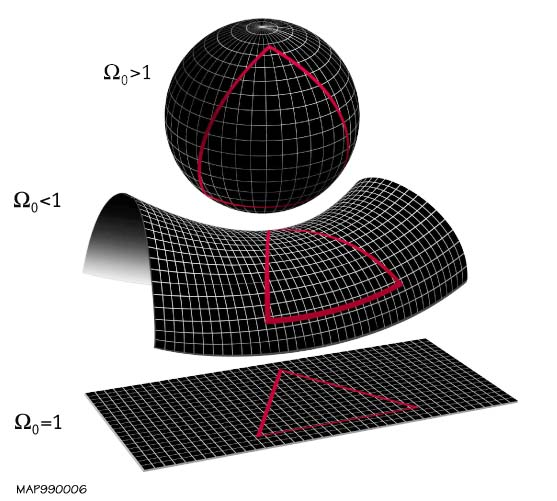
La geometría local del universo está determinada por si la densidad relativa Ω es igual, mayor o menor a 1. De arriba hacia abajo: un universo esférico con una densidad crítica mayor (Ω>1, k>0); uno hiperbólico, con una baja densidad (Ω<1, k<0); y un universo plano con, exactamente, la densidad crítica (Ω=1, k=0). Nuestro Universo es tridimensional.

El problema de planitud (también conocido como el problema de vejez) es un problema cosmológico dentro del modelo del Big Bang. El problema surge de la observación de que algunas condiciones del Universo parecen estar ligadas a valores muy "especiales", y que las pequeñas variaciones de estos valores tendrían efectos masivos en el Universo actual.
En el caso del problema de planitud, el parámetro que parece tener valores especiales es la densidad de materia y energía en el universo. Este valor afecta la curvatura del espacio-tiempo con un valor crítico muy específico requerido para la existencia de un universo plano. Se cree que la densidad actual del Universo es muy cercana a este valor crítico. Debido a que la densidad total se aleja del valor crítico con el paso del tiempo, el universo joven debió haber tenido una densidad aún más cercana a la densidad crítica, alejándose por una parte en 1062 o menos. Esto llevó a los cosmólogos a preguntarse cómo llegó (la densidad inicial) a ser tan cercana a este valor "especial".
El problema fue mencionado por primera vez por Robert Dicke en 1969. La solución más comúnmente aceptada entre cosmólogos es la inflación cósmica, la idea de que el Universo pasó por un breve periodo de expansión extremadamente rápida en la primera fracción de segundo después del Big Bang. Junto con el problema del monopolo magnético y el problema del horizonte, el problema de planitud es una de las tres razones principales del estudio de la teoría inflacionaria.

## Densidad de energía y la ecuación de Friedmann
De acuerdo a las ecuaciones del campo de Einstein de relatividad general, la estructura del espacio-tiempo es afectada por la presencia de materia y energía. En pequeñas escalas, el espacio parece plano, como la superficie de la Tierra si uno mira un área pequeña. Sin embargo, en una gran escala el espacio es doblado por el efecto gravitacional sobre la materia. Debido a que la relatividad indica que la materia y energía son equivalentes, este efecto también es producido por la presencia de energía (como luz y otro tipo de radiación electromagnética) además de materia. La curvatura del Universo depende de la densidad presente de materia y energía.
Esta relación puede ser expresada por la primera ecuación de Friedmann. Esto es en un Universo sin una constante cosmológica:
{\displaystyle H^{2}={\frac {8\pi G}{3}}\rho -{\frac {kc^{2}}{a^{2}}}}
Aquí {\displaystyle H} es el parámetro de Hubble, una medida de la razón a la que el Universo se está expandiendo. {\displaystyle \rho } es la densidad total de la masa y energía en el Universo, {\displaystyle a} es el factor de escala (el "tamaño" del Universo), y {\displaystyle k} es el parámetro de curvatura, es decir, la medida de qué tan curvado se encuentra el espacio. Un valor positivo, cero o negativo de {\displaystyle k} corresponde a un universo cerrado, plano o abierto, respectivamente. Las constantes {\displaystyle G} y {\displaystyle c} son la constante gravitacional de Newton y la velocidad de la luz, respectivamente.
Muchos cosmólogos suelen simplificar esta ecuación al definir una densidad crítica {\displaystyle \rho _{c}}. Para un valor dado {\displaystyle H}, esto es definido como la densidad requerida para un universo plano, es decir, {\displaystyle k=0}. Por consiguiente, la ecuación implica:
{\displaystyle \rho _{c}={\frac {3H^{2}}{8\pi G}}}.
Ya que la constante {\displaystyle G} es conocida y la razón de expansión {\displaystyle H} puede ser medida observando la velocidad a la cual se están alejando las galaxias de nosotros,
{\displaystyle \rho _{c}} puede ser determinada. Su valor actual es de alrededor 10−26 kg m−3. La razón de la densidad actual a este valor crítico es llamado Ω, y su diferencia de 1 determina la geometría del Universo; Ω > 1 corresponde a una cantidad mayor a la densidad crítica, {\displaystyle \rho >\rho _{c}}, por lo tanto a un universo cerrado. Ω < 1 proporciona una densidad pequeña (universo abierto), y Ω equivale a 1 proporciona un universo plano.
La ecuación de Friedmann anterior puede cambiar a:
{\displaystyle {\frac {3a^{2}}{8\pi G}}H^{2}=\rho a^{2}-{\frac {3kc^{2}}{8\pi G}}}
{\displaystyle \rho _{c}a^{2}-\rho a^{2}=-{\frac {3kc^{2}}{8\pi G}}}
{\displaystyle (\Omega ^{-1}-1)\rho a^{2}={\frac {-3kc^{2}}{8\pi G}}.}
El lado derecho de esta expresión sólo contiene constantes, por lo tanto, la parte izquierda tiene que mantenerse constante a través de la evolución del Universo.
Mientras el Universo se expande, el factor de escala {\displaystyle a} aumenta, pero la densidad {\displaystyle \rho } disminuye porque la materia (o energía) se propaga. Para el modelo estándar del universo que contiene principalmente materia y radiación por la mayor parte de su historia, {\displaystyle \rho } disminuye más rápido de lo que {\displaystyle a^{2}} aumenta, por lo que el factor {\displaystyle \rho a^{2}} disminuiría.

## Valor actual de Ω

La densidad relativa Ω contra el tiempo cósmico t (ninguno de los ejes está a escala). Cada curva representa un posible universo; nótese que Ω diverge rápidamente de 1. La curva azul es un universo similar al nuestro, el cual tiene una pequeña |Ω − 1| por lo que debe haber comenzado con Ω muy cercano a 1. La curva roja es un universo hipotético diferente en el que el valor inicial de Ω difirió demasiado de 1: al día de hoy habría divergido masivamente y no sería capaz de albergar galaxias, estrellas ni planetas.

### Medida
El valor de Ω actual es denotado como Ω0. Este valor puede ser deducido midiendo la curvatura del espacio tiempo (ya que Ω=1, o {\displaystyle \rho =\rho _{c}}, es definido como la densidad que tiene la curvatura k=0). La curvatura puede ser inferida con un número de observaciones.
Una de estas observaciones es la anisotropía en la radiación de fondo de microondas (CMB). La CMB es radiación electromagnética que dejó el Universo en sus primeros años, cuando estaba conformado de protones y plasma. Este plasma se enfrió mientras el Universo se expandía, y cuando se enfrió lo suficiente para formar átomos estables dejó de absorber fotones. Los fotones presentes en esa etapa se han estado propagando desde entonces, perdiendo energía mientras se expanden por el universo.
La temperatura de esta radiación es casi la misma en todos los puntos en el cielo, pero hay una ligera variación (de uno entre 100,000). La escala angular de estas fluctuaciones, el ángulo típico entre una parte fría y caliente en el cielo, depende de la curvatura del Universo, la cual depende de su densidad. Como consecuencia, las medidas de esta escala angular permiten la estimación de Ω0.
Otra prueba de Ω0 es la frecuencia de las supernovas tipo-1A a distintas distancias de la Tierra. Estas supernovas son un tipo de candelas estándar, lo que significa que el proceso que gobierna su luminosidad intrínseca es comprendido, así que la medida de la luminosidad puede ser usada para derivar medidas de distancia aproximadas. Al comparar esta distancia con el corrimiento al rojo de la supernova, se puede medir la razón a la cual el universo se ha expandido a lo largo de la historia. Ya que la razón de expansión evoluciona en el tiempo con diferentes densidades totales, Ω0 puede ser inferido de la información de la supernova.
La información de la sonda de la NASA WMAP (al medir ansitropías del CMD) combinada con la información de la sonda Sloan Digital Sky Survey y observaciones de supernovas tipo-la restringen Ω0 a ser 1 en 1%. En otras palabras, el término 
|Ω − 1| actual es menos de 0.01, por lo tanto, debió haber sido menor a 10−62 en la Época de Planck.

### Implicación
Este pequeño valor es el núcleo del problema de planitud. Si la densidad inicial del Universo pudo tomar cualquier valor, parecería extremadamente sorprendente descubrir que sea similar al valor crítico {\displaystyle \rho _{c}}. De hecho, una pequeña variación de Ω a 1 en el universo joven habría sido magnificada durante miles de millones de años de expansión para crear una densidad actual muy lejana a la crítica. En el caso de una sobredensidad ({\displaystyle \rho >\rho _{c}}) esto llevaría a un universo muy denso que dejaría de expandirse y colapsaría en un Big Crunch (lo opuesto al Big Bang) en tan sólo unos pocos años; en el caso de una baja densidad ({\displaystyle \rho <\rho _{c}}) se expandiría tan rápido que parecería esencialmente vacío, y la gravedad no sería tan fuerte para llevar a cabo la formación de galaxias. En ninguno de los dos casos el Universo contendría estructuras complejas como galaxias, estrellas, planetas y personas.
Este problema con el modelo del Big Bang fue mencionado por primera vez en 1969 por Robert Dicke, y motivó la búsqueda de una razón que explicara por qué la densidad debería tener ese valor específico.

## Soluciones al problema
Algunos cosmólogos están de acuerdo con Dicke en que el problema de la planitud es serio, y que la cercanía de la densidad crítica necesita una razón fundamental. Pero existe una parte de ellos que niega que exista un problema por resolver, argumentando que ya que el Universo debe tener alguna densidad podría ser una cercana a {\displaystyle \rho _{crit}} o lejana, y que especular sobre la razón de algún valor particular está "fuera del dominio de la ciencia".

### Principio antrópico
Una solución al problema es el principio antrópico, el cual señala que los humanos deberían tomar en cuenta las condiciones necesarias para ellos al especular sobre las causas de las propiedades del Universo. Si dos tipos de universo parecen probables pero solo uno es propicio para la evolución de vida inteligente. El principio antrópico sugiere que no es una sorpresa que nos encontremos en este Universo; si el otro Universo hubiese existido en vez de este, no habría observadores que estuvieran presentes.
El principio puede ser aplicado para resolver el problema de la planitud en dos maneras diferentes. La primera (una aplicación del "principio antrópico fuerte") fue sugerida por C. B. Collins y Stephen Hawking, quienes en 1973 consideraron la existencia de un número infinito de universos. De ser verdad, sólo aquellos universos con exactamente la densidad correcta necesaria para la formación de galaxias y estrellas darían paso a observadores inteligentes como los humanos. Por lo que el hecho de que observamos que Ω es cercano a 1 sería simplemente "un reflejo de nuestra propia existencia."
Un enfoque diferente es suponer que el Universo es infinito en forma, pero con una densidad variante en lugares distintos, es decir, un universo heterogéneo. Como consecuencia, algunas regiones serían muy densas (Ω > 1) y otras poco densas (Ω < 1). Estas regiones podrían estar extremadamente distanciadas, quizá estén tan lejanas que la luz no ha tenido tiempo de viajar entre ellas durante el tiempo del Universo. Por lo tanto, cada región se comportaría como un universo separado. Si nos encontraramos viviendo en una gran parte de densidad crítica no tendríamos forma de saber de la existencia de otros universos. Es posible apelar al principio antrópico argumentando que la vida inteligente sólo surgiría en esas partes en donde el valor de Ω es muy cercano a 1.
Este último argumento hace uso de una versión del principio antrópico que es más "débil" en el sentido de que no requiere la especulación de múltiples universos, ni la probabilidad de existencia de otros universos ajenos al nuestro. Requiere sólo de un Universo que es infinito y cuya densidad es distinta en regiones diferentes.
Sin embargo, el principio antrópico ha sido criticado por muchos científicos. Por ejemplo, en 1979 Bernard Carr y Martin Rees argumentaron que el principio "es completamente post hoc, y aún no ha sido usado para predecir ninguna característica del Universo.” Otros han objetado a su base filosófica como Ernan McMullin cuando escribió en 1994 que "el principio antrópico débil es trivial... y el principio antrópico fuerte es indefendible". Ya que muchos físicos y filósofos no consideran que el principio sea compatible con el método científico, se necesita otra explicación que resuelva el problema de la planitud.

### Inflación
La solución estándar al problema de planitud involucra la inflación cósmica, un proceso en el que el Universo se expande exponencialmente de manera veloz (es decir, {\displaystyle a} crece junto con {\displaystyle e^{\lambda t}} con un tiempo {\displaystyle t}, por alguna constante {\displaystyle \lambda }) durante un corto periodo de tiempo en su etapa temprana. La teoría de la inflación fue propuesta en 1979, y publicada en 1981, por Alan Guth. Sus dos motivos principales para hacerlo fueron el problema de la planitud y el problema del horizonte, otro problema de ajuste de la cosmología física.
La causa propuesta de la inflación es un campo que impregna el espacio y permite la expansión. El campo contiene una cierta densidad de energía que permanece relativamente constante conforme se expande el espacio. Por lo tanto, el término {\displaystyle \rho a^{2}} aumenta extremadamente rápido mientras el factor de escala {\displaystyle a} crece exponencialmente. Recordando la ecuación de Friedman:
{\displaystyle (\Omega ^{-1}-1)\rho a^{2}={\frac {-3kc^{2}}{8\pi G}}},
y el hecho de que el lado derecho de la expresión es constante, el término {\displaystyle |\Omega ^{-1}-1|} debe disminuir forzosamente con el tiempo.
Por ejemplo, si {\displaystyle |\Omega ^{-1}-1|} toma un valor inicial arbitrario, un periodo de inflación puede obligarlo a bajar hasta 0 y dejarlo pequeño - alrededor de {\displaystyle 10^{-62}}. La evolución subsecuente del Universo causaría que el valor creciera, llevándolo al valor observado actualmente alrededor de 0.01. Por consecuencia, la dependencia sensitiva del valor inicial de Ω ha sido eliminada. Un valor inicial grande y "esperado" no necesitaría ser amplificado masivamente y llevaría a un universo muy curvo que no tendría oportunidades de formar galaxias ni otras estructuras.
Este éxito en la solución del problema de planitud es considerado uno de los mayores motivos de la teoría inflacionaria.

### Post-inflación
Aunque la teoría inflacionaria ha tenido mucho éxito, y la evidencia es abrumadora, no es aceptada universalmente: los cosmólogos reconocen que aún hay fallos en la teoría y están abiertos a la posibilidad de que alguna futura observación lleve a rechazarla. Particularmente, en la ausencia de una evidencia firme sobre lo que debería ser lo que impulsa la inflación, se han propuesto varias versiones de la teoría. Muchas de éstas contienen parámetros o condiciones iniciales que necesitan un pequeño ajuste en muchas partes.
Por estas razones se continúa con la búsqueda de soluciones alternativas al problema de planitud. Entre ellas se han incluido las interpretaciones no estándares del efecto de la producción de partículas de energía oscura y la gravedad, en un universo oscilador, y el uso de estadística bayesiana para argumentar que el problema no existe. Este último argumento, sugerido por Evrard y Coles, mantiene la idea de que Ω sea cercana a 1 es poco probable y es basada en suposiciones sobre la distribución probable del parámetro, el cual no está justificado. A pesar del trabajo que se está llevando a cabo, la inflación permanece como la explicación más probable del problema de planitud.

### Teoría de Einstein-Cartan
El problema de planitud es resuelto naturalmente por la teoría gravitacional de Einstein-Cartan-Sciama-Kibble, sin una forma exótica de materia requerida en la teoría inflacionaria. Esta teoría extiende la relatividad general al remover el límite de la simetría de la conexión afín y en cuanto a la parte antisimétrica, el tensor de torsión, la ve como a una variable dinámica. No tiene parámetros libres. Al incluir la torsión se da la conservación correcta para el momento angular total (orbital más intrínseco) de materia en la presencia de gravedad. El acoplamiento mínimo entre la torsión y los espinors de Dirac, obedeciendo la ecuación no lineal de Dirac, generan una interacción espin-espin que es importante en la materia fermiónica a densidades extremadamente altas. Esta interacción evita la singularidad no-física del big bang, reemplazándola con un pequeño rebote, sobre el cual el Universo se contraía. La rápida expansión inmediata después del rebote del big bang explica por qué el Universo actual a gran escala parece ser espacialmente plano, homogéneo e isotrópico. Mientras la densidad del Universo disminuye, los efectos de torsión se debilitan y el Universo entra suavemente en una era dominada de radiación.